# Plicometro
Il plicometro è uno strumento utilizzato per misurare lo spessore delle pliche cutanee. È costituito sostanzialmente da una pinza con una molla calibrata per applicare una pressione costante sulla plica di 10 g/mm². La misurazione è data in millimetri da un indice mobile su una scale circolare o lineare.

## Strumentazione
Esistono diversi tipi di strumenti che vanno da quelli più economici in plastica, a quelli più professionali in metallo in genere utilizzati per rilevazioni scientifiche. I plicometri professionali in metallo (in genere acciaio) sono dotati di un registro per poter effettuare correzioni della taratura.

Lo strumento permette di fornire una precisa valutazione dei pannicoli adiposi e quindi dello stato nutrizionale del soggetto in esame e di come viene a distribuirsi settorialmente il suo tessuto adiposo. Questo strumento permette inoltre una buona standardizzazione della misurazione dei pannicoli adiposi stessi, migliorando pertanto la valutazione del dato antropometrico. I più utilizzati in ambito antropometrico sono sostanzialmente di tre tipi e differiscono per la misura della massima apertura delle pinze:  Lange, 65mm; Harpenden 55 mm ed infine Holtain 50 mm.

Ogni strumento è statisticamente soggetto ad un errore di misurazione. Nel caso di un buon plicometro, correttamente utilizzato, lo scarto presente tra misurazione rilevata e parametro reale è intorno al 4%. Si fa riferimento ad un corretto utilizzo in quanto una scarsa esperienza dell'operatore potrebbe comportare una non corretta individuazione dei precisi punti di repere per la misura, e quindi inficiare grandemente la bontà del risultato.
In letteratura è stato dimostrato come vi sia una sostanziale concordanza tra le misurazioni del grasso sottocutaneo ottenute con il plicometro raffrontate con le stesse misurazioni ottenute ricorrendo alla tomografia computerizzata. Tale concordanza è decisamente maggiore rispetto a quella ottenibile confrontando le misurazioni per via ecografica con le misurazioni TC.

## Indicazioni
Il plicometro viene utilizzato per la misurazione della percentuale del grasso corporeo, grazie al suo utilizzo con la metodica della plicometria.

Con i plicometri è possibile misurare unicamente un tipo di deposito di grassi: il grasso sottocutaneo. Lo strumento non rende possibile alcun tipo di valutazione di altri tipi di tessuto adiposo, come per esempio il tessuto adiposo viscerale.

## Tecnica d'uso
Le misurazioni debbono essere effettuate sul lato del corpo non dominante, ossia se il soggetto è destrimano a sinistra e viceversa. La zona oggetto di misurazione deve essere marcata con lapis dermografico. Il plicometro deve essere impugnato con la mano dx mentre con pollice e indice della mano sx si afferra una plica cercando di scollare il tessuto muscolare immediatamente sottostante. Con la mano destra si preme sul plicometro per separarne le branche, quindi tenendo la plica fra le dita lentamente si rilascia la pressione sul plicometro. Si effettua la lettura dopo 2 secondi.
Si ripete la misura 2 volte (rispettando un intervallo di almeno 2 minuti tra le due misure per permettere alla plica di tornare alla forma originaria) e si calcola la media.